# Sărituri în apă la Jocurile Olimpice de vară din 2016 - 3 metri trambulină sincron (masculin)
Proba masculină de 3 metri trambulină sincron de la Jocurile Olimpice de vară din 2016 de la Rio de Janeiro a avut loc la data de 10 august, la Centrul Acvatic „Maria Lenk”.

## Formatul competiției
Competiția s-a desfășurat într-o singură etapă, fiecare echipă având la dispoziție câte șase sărituri. Unsprezece judecători au acordat puncte fiecărei echipe - câte trei judecători pentru fiecare săritor din echipă și cinci judecători pentru sincronizare. Ca punctaj, pentru fiecare săritor, dintre cele trei note acordate s-au eliminat nota minimă și cea maximă și s-a păstrat doar cea din mijloc. Dintre celelalte cinci note, s-au eliminat nota minimă și cea maximă și s-au păstrat cele trei din mijloc. Din cele cinci note s-a făcut o notă medie, înmulțită cu 3 și apoi cu gradul de dificultate al săriturii, pentru a rezulta nota finală. Notele acordate pentru fiecare săritură au fost apoi adunate pentru a rezulta nota finală. 

## Rezultate
| Loc | Țară                                                    | Sărituri | Sărituri | Sărituri | Sărituri | Sărituri | Sărituri | Total  |
| Loc | Țară                                                    | 1        | 2        | 3        | 4        | 5        | 6        | Total  |
| --- | ------------------------------------------------------- | -------- | -------- | -------- | -------- | -------- | -------- | ------ |
| 1   | Marea Britanie · Chris Mears · Jack Laugher             | 52.80    | 53.40    | 84.66    | 85.68    | 86.58    | 91.20    | 454.32 |
| 2   | Statele Unite ale Americii · Sam Dorman · Michael Hixon | 50.40    | 50.40    | 85.68    | 87.15    | 78.54    | 98.04    | 450.21 |
| 3   | China · Cao Yuan · Qin Kai                              | 54.00    | 54.00    | 79.56    | 82.62    | 90.30    | 83.22    | 443.70 |
| 4   | Germania · Stephan Feck · Patrick Hausding              | 52.80    | 51.60    | 80.19    | 74.55    | 69.36    | 81.60    | 410.10 |
| 5   | Mexic · Jahir Ocampo · Rommel Pacheco                   | 51.00    | 50.40    | 82.62    | 69.30    | 74.46    | 77.52    | 405.30 |
| 6   | Italia · Andrea Chiarabini · Giovanni Tocci             | 52.80    | 51.00    | 80.58    | 64.98    | 70.35    | 75.48    | 395.19 |
| 7   | Rusia · Evgheni Kuznețov · Ilia Zaharov                 | 53.40    | 51.60    | 76.50    | 62.01    | 63.00    | 78.66    | 385.17 |
| 8   | Brazilia · Ian Matos · Luiz Outerelo                    | 48.60    | 28.80    | 61.38    | 66.33    | 70.38    | 57.12    | 332.61 |